# 拓跋子推
拓跋 子推（たくばつ しすい、生年不詳 - 477年）は、北魏の皇族。京兆康王。

## 経歴
拓跋晃と尉椒房のあいだの子として生まれた。459年（太安5年）4月、京兆王に封じられた。侍中・征南大将軍・長安鎮都大将に任じられた。入朝して中都大官となり、刑事裁判に手腕をふるった。献文帝は帝位を子推に譲ろうと考えたが、大臣が強く諫めたため、孝文帝に帝位を譲った。477年（太和元年）、侍中・開府儀同三司・青州刺史に任じられ、赴任する途中で死去した。

## 子女
- 元太興
- 元遥
- 元恒（字は景安、太常卿・中書監・侍中を歴任し、河陰の変で殺害された）
- 元太安
- 元坦

## 伝記資料
- 『魏書』巻19上 列伝第7上
- 『北史』巻17 列伝第5